# والاس اچ. وایت، جونیور
والاس اچ. وایت، جونیور (به انگلیسی: Wallace H. White, Jr.) سناتور سابق عضو حزب جمهوری‌خواه ایالات متحده آمریکا بود. وی در سال ۱۹۳۱ تا ۱۹۴۹ میلادی سناتور ایالت مین در سنای ایالات متحده آمریکا بود.